# Vodafonedeildin (2011)/Wyniki spotkań
Od 9 kwietnia 2011 roku odbywają się rozgrywki 69. edycji piłkarskiej pierwszej ligi Wysp Owczych, zwanej Formuladeldin lub, od roku 2010, Vodafonedeildin. Każdy z zespołów podczas aktualnego sezonu rozegra 27 spotkań, z których ostatnie odbędą się 22 października. Na każdą kolejkę składa się pięć meczów.

## Wyniki

### 1. część

#### 1. kolejka
| 9 kwietnia 2011 17:00 | EB/Streymur · Levi Hanssen 20' · Alex José dos Santos 43' (k.)    | 2:1(2:1)Raport | Víkingur Gøta · 24' Sølvi Vatnhamar                       | Við Margáir, Streymnes Widzów: 350 Sędzia: Dagfinn Forná |
|                       | kartki: · Gert Aage Hansen 27' · Levi Hanssen 50' · Egil á Bø 64' |                | kartki: · 34' Hans Jørgen Djurhuus · 78' Niclas Niclassen |                                                          |

| 10 kwietnia 2011 15:00 | B71 Sandoy                                                                                               | 0:6(0:0)Raport | KÍ Klaksvík · 60', 62' Bárður Heinesen · 64' Henry Heinesen · 78' Hjalgrím Elttør · 80' Sámal Olsen · 90' Kristoffur Jakobsen | Inni í Vika, Argir Sędzia: Ransin Djurhuus |
|                        | kartki: · Annel Helgi Finnbogason 13' · Thomas Hans Rubeksen 14' · Bojan Zivić 51' · René Clementsen 55' |                | kartki: · 15' Hjalgrím Elttør · 53' Jógvan Isaksen                                                                            |                                            |

| 10 kwietnia 2011 15:00 | NSÍ Runavík · Klæmint Olsen 28' · Debes Danielsen 83' | 2:1(1:1)Raport | HB Tórshavn · 3' Jógvan Andrias Nolsøe | Við Løkin, Runavík Sędzia: Petur Reinert |
|                        | kartki: · Klæmint Olsen 87'                           |                |                                        |                                          |

| 10 kwietnia 2011 17:00 | 07 Vestur                                                                | 0:3(0:1)Raport | B36 Tórshavn · 3', 75' Róaldur Jacobsen · 59' Símun Joensen | Á Dungasandi, Sørvágur Widzów: 200 Sędzia: Lars Müller |
|                        | kartki: · Badara Diedhiou 30' · Téhé Aristide 32' · Sjúrður Ellefsen 65' |                | kartki: · 48' Heini í Skorini · 86' Odmar Færø              |                                                        |

| 11 kwietnia 2011 17:30 | B68 Toftir · Ibrahima Camara 9' · Kristian Anthon Andreasen 45' · Bartal Eliasen 62' (sam.) | 3:4(2:2) | ÍF Fuglafjørður · 30' (sam.) Tórður Thomsen · 42', 52' (k.) Chris Muomaife · 58' Dánjal á Lakjuni | Svangaskarð, Toftir Widzów: 500 Sędzia: Eiler Rasmussen |
|                        |                                                                                             |          | kartki: · 4' Bartal Eliasen · 26' Karl Løkin                                                      |                                                         |

#### 2. kolejka
| 15 kwietnia 2011 18:00 | Víkingur Gøta · Sølvi Vatnhamar 48' · Kaj Leo í Bartalsstovu 54' · Finnur Justinussen 58' | 3:2(0:1)Raport | NSÍ Runavík · 40' Jann Martin Mortensen · 90+2' Jens Joensen | Sarpugerði, Norðragøta Widzów: 600 Sędzia: Rúni Gaardbo |
|                        | kartki: · Símun Hansen 50' · Hans Jørgen Djurhuus 78' · Bárður Hansen 83'                 |                | kartki: · 90' Justinus Hansen                                |                                                         |

| 16 kwietnia 2011 15:00 | HB Tórshavn · Hendrik Rubeksen 32', 90+2' · Jón Krosslá Poulsen 45' · Fróði Benjaminsen 56' (k.) · Símun Samuelsen 79' | 5:0(2:0)Raport | 07 Vestur | Gundadalur, Tórshavn Widzów: 600 Sędzia: Petur Reinert |
|                        | kartki: · Hanus Thorleifsson 25' · Rógvi Holm 62'                                                                      |                | kartki: · 19' Badara Diedhiou · 55' Hans Jørgensen · 60', 71' Sigtór Asbjørn Petersen · 62' Jovan Radinović-Panić |                                                        |

| 17 kwietnia 2011 15:00 | ÍF Fuglafjørður                                                       | 0:4(0:2)Raport | EB/Streymur · 15', 20' Arnbjørn Hansen · 61' (k.) Alex José dos Santos · 82' Leif Niclasen | Í Fløtugerði, Fuglafjørður Widzów: 600 Sędzia: Ransin Djurhuus |
|                        | kartki: · Bartal Eliasen 14' · Karl Løkin 43', 60' · Uni Petersen 44' |                |                                                                                            |                                                                |

| 17 kwietnia 2011 15:00 | B36 Tórshavn · Łukasz Cieślewicz 8', 73' · Heini í Skorini 11' · Símun Joensen 40' | 4:1(3:0)Raport | B71 Sandoy · 48' Tijani Mohammed                | Gundadalur, Tórshavn Widzów: 500 Sędzia: Eiler Rasmussen |
|                        | kartki: · Jonas Flindt Rasmussen 5'                                                |                | kartki: · 25' Mads Hentze · 27' Tijani Mohammed |                                                          |

| 17 kwietnia 2011 16:00 | KÍ Klaksvík · Bárður Heinesen 39' · Høgni Madsen 53' · Hjalgrím Elttør 75' | 3:1(1:0)Raport | B68 Toftir · 81' Ibrahima Camara                                                                             | Injector Arena, Klaksvík Widzów: 500 Sędzia: Lars Müller |
|                        | kartki: · Henry Heinesen 67'                                               |                | kartki: · 3' Niclas Fríðrikur Joensen · 32' Remi Langgaard · 65' Ndende Adama Guéye · 89' Óli Højgaard Olsen |                                                          |

#### 3. kolejka
| 20 kwietnia 2011 18:00 | NSÍ Runavík · Christian Høgni Jacobsen 70' | 1:0(0:0)Raport | B68 Toftir                             | Við Løkin, Runavík Widzów: 450 Sędzia: Ransin Djurhuus |
|                        | kartki: · Jens Joensen 86'                 |                | kartki: · 90' Niclas Fríðrikur Joensen |                                                        |

| 21 kwietnia 2011 15:00 | ÍF Fuglafjørður                                                                   | 0:1(0:1)Raport | KÍ Klaksvík · 12' Kristoffur Jakobsen | Í Fløtugerði, Fuglafjørður Widzów: 500 Sędzia: Dagfinn Forná |
|                        | kartki: · Aleksandar Jovevic 25' · Fritleif í Lambanum 75' · Dánjal á Lakjuni 81' |                | kartki: · 89' Ísak Simonsen           |                                                              |

| 21 kwietnia 2011 15:00 | Víkingur Gøta · Sam Jacobsen 90' (k.)                                    | 1:1(0:0)Raport | B36 Tórshavn · 60' Símun Joensen | Sarpugerði, Norðragøta Widzów: 600 Sędzia: Lars Müller |
|                        | kartki: · Atli Gregersen 48' · Evrard Ble 73' · Finnur Justinussen 90+1' |                | kartki: · 90' Ingi Højsted       |                                                        |

| 21 kwietnia 2011 15:00 | EB/Streymur · Alex José dos Santos 67' (k.)        | 1:0(0:0)Raport | 07 Vestur                        | Við Margáir, Streymnes Widzów: 175 Sędzia: Bárður Mortensen |
|                        | kartki: · Egil á Bø 28' · Alex José dos Santos 56' |                | kartki: · 68' Henning S. Joensen |                                                             |

| 21 kwietnia 2011 15:00 | HB Tórshavn · Jón Krosslá Poulsen 40' · Fróði Benjaminsen 89' | 2:0(1:0)Raport | B71 Sandoy                                                                   | Gundadalur, Tórshavn Widzów: 400 Sędzia: Rúni Gaardbo |
|                        |                                                               |                | kartki: · 53' Bogi Hermansen · 67' Thomas Hans Rubeksen · 73' Allan G. Tungá |                                                       |